# Morti nel 1637
| Questa pagina contiene informazioni ricavate automaticamente dalle voci biografiche con l'ausilio del template Bio e di un bot. L'aggiornamento è periodico e automatico e ricostruisce completamente la pagina. Se manca una persona in questa lista, sei pregato di non aggiungerla, ma accertati piuttosto che la sua voce biografica contenga il template Bio e che i dati anagrafici siano correttamente compilati. Se il template Bio manca, inseriscilo tu stesso o, in alternativa, metti l'avviso {{tmp\|Bio}} che ne segnala la mancanza. Se i dati riportati sono sbagliati, correggi direttamente la voce biografica; le modifiche saranno visibili in questa lista entro pochi giorni. Per chiarimenti vedi il progetto biografie. La lista contiene solo le 89 persone che sono citate nell'enciclopedia e per le quali è stato implementato correttamente il template Bio. Pagina aggiornata al 19 nov 2024. |

## Gennaio(4)
- 18 gennaio - Tommaso Mannarini, religioso, teologo e letterato italiano (n. 1585)
- 23 gennaio - Alice Spencer, nobildonna inglese (n. 1559)
- 30 gennaio - Costantino Testi, vescovo cattolico italiano (n. 1584)
- 31 gennaio - Abramo Bzovio, storico e religioso polacco (n. 1567)

## Febbraio(8)
- 2 febbraio - Tabanıyassi Mehmed Pascià, politico ottomano (n. 1589)
- 3 febbraio - Giovanni Guler von Weineck, diplomatico, storico e cartografo svizzero (n. 1562)
- 3 febbraio - Gervase Markham, poeta e scrittore inglese (n. 1568)
- 6 febbraio - Giovanni Battista Lalli, poeta italiano (n. 1572)
- 10 febbraio - Isabella Gonzaga, nobile italiana (n. 1565)
- 15 febbraio - Stefano Bernardi, compositore italiano (n. 1580)
- 15 febbraio - Ferdinando II d'Asburgo, imperatore (n. 1578)
- 24 febbraio - Dominicus Arumaeus, giurista tedesco (n. 1579)

## Marzo(7)
- 2 marzo - Asakura Nobumasa, militare giapponese (n. 1573)
- 6 marzo - Crispijn van de Passe, incisore, pittore e disegnatore olandese (n. 1564)
- 10 marzo - Boghislao XIV di Pomerania, vescovo luterano tedesco (n. 1580)
- 10 marzo - Donato Arsenio Mascagni, pittore e scultore italiano (n. 1579)
- 12 marzo - Cornelio a Lapide, gesuita fiammingo (n. 1567)
- 19 marzo - Péter Pázmány, cardinale e arcivescovo cattolico ungherese (n. 1570)
- 28 marzo - Fernando Afán de Ribera, duca di Alcalá, generale e politico spagnolo (n. 1583)

## Aprile(3)
- 21 aprile - Giovanni Paolo Ghianda, pittore italiano (n. 1593)
- 28 aprile - Olimpia Aldobrandini, nobildonna italiana (n. 1567)
- 30 aprile - Niwa Nagashige, militare giapponese (n. 1571)

## Maggio(2)
- 19 maggio - Isaac Beeckman, fisico, filosofo e medico olandese (n. 1588)
- 29 maggio - Thomas Hamilton, I conte di Haddington, avvocato scozzese (n. 1563)

## Giugno(3)
- 6 giugno - Pieter Huyssens, architetto e gesuita fiammingo (n. 1577)
- 9 giugno - Galeotto IV Pico della Mirandola, nobile italiano (n. 1610)
- 24 giugno - Nicolas-Claude Fabri de Peiresc, astronomo, botanico e numismatico francese (n. 1580)

## Luglio(7)
- 1º luglio - Christoph von Dohna, politico tedesco (n. 1583)
- 6 luglio - Charles d'Ambleville, religioso, compositore e organista francese (n. 1588)
- 12 luglio - Willem van Haecht, pittore, incisore e museologo fiammingo (n. 1593)
- 18 luglio - Francisco Fernández de la Cueva, politico e ufficiale spagnolo (n. 1575)
- 26 luglio - Philippe Habert, poeta francese (n. 1604)
- 27 luglio - John Gerard, gesuita e missionario inglese (n. 1564)
- 31 luglio - Cornelio Ghirardelli, astrologo e astronomo italiano

## Agosto(4)
- 6 agosto - Ben Jonson, drammaturgo, attore teatrale e poeta britannico (n. 1572)
- 10 agosto - Edward King, poeta inglese (n. 1610)
- 17 agosto - Johann Gerhard, teologo tedesco (n. 1582)
- 30 agosto - Laudivio Zacchia, cardinale e vescovo cattolico italiano (n. 1565)

## Settembre(9)
- 8 settembre - Robert Fludd, medico, alchimista e astrologo britannico (n. 1574)
- 9 settembre - Luisa di Borbone, duchessa francese (n. 1603)
- 14 settembre - Theodoor Rombouts, pittore fiammingo (n. 1597)
- 14 settembre - Pierre Vernier, matematico francese (n. 1580)
- 19 settembre - Lorenzo Magalotti, cardinale e vescovo cattolico italiano (n. 1584)
- 21 settembre - Guglielmo V d'Assia-Kassel, nobile tedesco (n. 1602)
- 22 settembre - Carlo I di Gonzaga-Nevers, nobile (n. 1580)
- 26 settembre - Willem Haultain de Zoete, ammiraglio olandese (n. 1565)
- 29 settembre - Lorenzo Ruiz, missionario e santo filippino

## Ottobre(6)
- 5 ottobre - Benedetto Drei, architetto italiano
- 7 ottobre - Willem van de Passe, incisore e disegnatore olandese (n. 1597)
- 7 ottobre - Vittorio Amedeo I di Savoia, nobile italiano (n. 1587)
- 17 ottobre - Marcello Mastrilli, missionario italiano (n. 1603)
- 17 ottobre - Zanobi de' Medici, vescovo cattolico italiano
- 31 ottobre - Ilario Altobelli, astronomo e religioso italiano (n. 1560)

## Novembre(3)
- 26 novembre - Umile da Bisignano, religioso italiano (n. 1582)
- 26 novembre - Eleonora d'Este, nobile italiana (n. 1561)
- 26 novembre - Andries de Witt, politico olandese (n. 1573)

## Dicembre(7)
- 2 dicembre - Alessandro I Pico della Mirandola, nobile e militare italiano (n. 1566)
- 4 dicembre - Nicholas Ferrar, politico britannico (n. 1592)
- 6 dicembre - Anne Cecil, nobildonna inglese (n. 1612)
- 12 dicembre - Alpino Alpini, medico e botanico italiano (n. 1603)
- 20 dicembre - Benedetta di Mantova, religiosa e nobildonna francese (n. 1617)
- 27 dicembre - Vincenzo Giustiniani, banchiere e collezionista d'arte italiano (n. 1564)
- 31 dicembre - Cristiano di Waldeck, nobile tedesco (n. 1585)

## Senza giorno specificato(26)
- Ton Kham, sovrano laotiano
- Diego Francisco Aduarte, vescovo cattolico e missionario spagnolo (n. 1566)
- Celso Amerighi, abate italiano (n. 1569)
- Anders Arrebo, teologo danese (n. 1587)
- Ludovico Aureli, letterato e storico italiano (n. 1592)
- António Brandão, storico portoghese (n. 1584)
- Bartolomeo Breccioli, architetto italiano
- Giovanni Francesco Brignole Sale, doge (n. 1582)
- Battista Castello, pittore, miniatore e orafo italiano (n. 1547)
- Jerònimo Cortés, astronomo spagnolo (n. 1562)
- Fabrizio De Fornaris, attore teatrale e commediografo italiano (n. 1550)
- Vespasiano Genuino, scultore e monaco cristiano italiano (n. 1552)
- Carlo Goddes, diplomatico francese
- Kyōgoku Tadataka, militare giapponese (n. 1593)
- Agnese di Mansfeld-Eisleben, nobile tedesco (n. 1551)
- Girolamo II Martinengo, condottiero italiano (n. 1575)
- Ivan Tomko Mrnavić, storico e poeta serbo (n. 1580)
- Laurens Reael, ammiraglio olandese (n. 1583)
- Claude Robert, presbitero e storico francese (n. 1564)
- Iosif Rucki, arcivescovo cattolico bielorusso (n. 1574)
- Francisco Ruiz de Castro, politico spagnolo (n. 1579)
- Angelo Sala, medico e chimico italiano (n. 1576)
- Ercole Sfondrati, I duca di Montemarciano, militare e nobile italiano (n. 1559)
- Girolamo Tantucci, vescovo cattolico italiano (n. 1572)
- Choghtu Khong Tayiji, condottiero mongolo (n. 1581)
- Tiberio Titi, pittore italiano (n. 1578)